# Lorrez-le-Bocage-Préaux
Lorrez-le-Bocage-Préaux – miejscowość i gmina we Francji, w regionie Île-de-France, w departamencie Sekwana i Marna.
Według danych na rok 1990 gminę zamieszkiwały 1192 osoby, a gęstość zaludnienia wynosiła 60 osób/km² (wśród 1287 gmin regionu Île-de-France Lorrez-le-Bocage-Préaux plasuje się na 592. miejscu pod względem liczby ludności, natomiast pod względem powierzchni na miejscu 79.).